# Nate Smith
Ira Nathaniel « Nate » Smith, né le 14 décembre 1974 à Chesapeake (Virginie), est un batteur américain, auteur-compositeur, producteur et trois fois nommé aux Grammy Awards.

## Biographie
Nate Smith est né à Chesapeake, en Virginie, et a commencé à jouer de la batterie à l'âge de 11 ans, initialement influencé par la musique rock et funk. À 16 ans, il a développé un intérêt pour le jazz après avoir écouté à Album of the Year de Art Blakey et les Jazz Messengers. Nate Smith a étudié à l'Université de l'art médiatique et du design à l'Université James Madison,. Pendant son séjour à James Madison, il s'est produit à la Conférence Association internationale pour l'éducation au Jazz à Atlanta, où il a rencontré Betty Carter, qui l'a invité à se produire au Blue Note à New York. Smith a fait ses études supérieures à la Virginia Commonwealth University, où il a rencontré Dave Holland et rejoint le quintette d’Holland en 2003. Smith apparaît sur les albums Critical Mass (2005) et Pathways (2009). En 2017, il sort son premier album en tant que leader, Kinfolk: Postcards from Everywhere sur Ropeadope Records,.
Nate Smith a composé des bandes sonores pour des documentaires diffusés sur Discovery Channel et The Learning Channel. Il a co-écrit et produit la chanson de Michael Jackson Heaven Can Wait.

## Discographie

### En tant que leader
- Workday, Waterbaby Music, vol. 1 (Waterbaby Music, 2008)
- Kinfolk: Postcards from Everywhere (Ropeadope, 2017)
- Pocket Change (Waterbaby Music, 2018)
- Kinfolk 2: See the Birds (Edition Records, 2021)

### En tant que musicien
Avec Robin Eubanks
- Klassik Rock Vol. 1 (ArtistShare, 2014)
- More Than Meets the Ear (ArtistShare, 2015)

Avec Dave Holland
- Critical Mass (Dare2, 2006)
- Pathways (Dare2, 2010)

Avec Jose James
- Love in a Time of Madness  (Blue Note, 2017)
- Lean on Me (Blue Note, 2018)

Avec Chris Potter
- Underground (Sunnyside, 2006)
- Follow the Red Line (Sunnyside, 2007)
- Ultrahang (ArtistShare, 2009)
- Imaginary Cities (ECM, 2015)

Avec d'autres
- Patricia Barber, The Cole Porter Mix (Blue Note, 2008)
- Randy Brecker, Randy Pop! (Piloo, 2015)
- Scott Colley, Seven (ArtistShare, 2017)
- Nir Felder, Golden Age (Okeh, 2014)
- Takuya Kuroda, Rising Son (Blue Note, 2014)
- Lundi Michiru, Don't Disturb This Groove (Grand Gallery, 2011)
- Eric Roberson, Fire (Blue Erro Soul, 2017)
- Adam Rogers, Dice (Adraj, 2017)
- Karel Ruzicka, Grace & Gratitude (Animal Music, 2018)
- Paul Simon,  (Legacy 2018)
- Alex Sipiagin, In the Blue Light Live at Smalls (Smalls, 2013)
- Somi, Petite Afrique (Okeh, 2017)
- The Fearless Flyers, The Fearless Flyers (Vulf Records 2018), The Fearless Flyers II (Vulf Records 2019), Tailwinds (Vulf Records 2020) et The Fearless Flyers III (Vulf Records 2022)
- Brittany Howard, Jaime (ATO Records 2019)